# Зарва Вікторія Анатоліївна
Зарва Вікторія Анатоліївна (нар. 11 лютого 1954, Бердянськ, Запорізька обл.) — український літературознавець грецького походження, фахівець з порівняльного дослідження української й зарубіжної літератур XVIII—XIX ст.
Ректор Бердянського державного педагогічного університету (2011—2016), доктор філологічних наук (2006), професор (2007), заслужений працівник освіти України (2009), член Міжнародної асоціації президентів університетів (IAUP) (2012), член Національної спілки журналістів України (2010), дійсний член (академік) Української академії наук (2009), член Міжнародної асоціації компаративістів, член Міжнародної академії гуманізації освіти (2014 ), голова спеціалізованої вченої ради К 18.092.02 у Бердянському державному педагогічному університеті (2015—2021).

## Біографія
Народилась Зарва Вікторія Анатоліївна 11 лютого 1954 року в місті Бердянськ Запоріжській області. Навчалась у СШ № 9 м. Бердянськ (отримала золоту медаль). Має свідоцтво про занесення до Книги пошани середньої школи № 9 м. Бердянська «за відмінне навчання, взірцеву поведінку і активну участь у суспільному житті школи». У 1977 році закінчила філологічний факультет Донецького державного університету.
1977—1978 рр. — вчитель російської мови та літератури в СШ № 1, організатор позакласної та позашкільної виховної роботи в СШ № 9 міста Бердянська.
1978—1983 рр. — асистент кафедри російської, української мови і літератури Бердянського державного педагогічного інституту ім. П. Д. Осипенко.
1983—1984 рр. — старший викладач кафедри російської, української мови і літератури.
1984—1985 рр. — аспірантка відділу російської літератури і літератур народів СРСР Інституту літератури ім. Т. Г. Шевченка АН УРСР.
12 листопада 1985 р. — достроково захистила кандидатську дисертацію з двох спеціальностей: «російська література» і «українська література» на тему «Творчість М. С. Лєскова в аспекті російсько-українських літературних взаємозв'язків» в Інституті літератури ім. Т. Г. Шевченка НАН України. У 1988 р. присвоєно вчене звання доцента.
1986—1989 рр. — завідувач кафедри російської мови і літератури Бердянського державного педагогічного інституту ім. П. Д. Осипенко.
1992—1997 рр. — завідувач кафедри загального мовознавства та слов'янської філології.
1997—2001, 2005 рр. — завідувач кафедри української та зарубіжної літератури.
2001—2004 рр. — докторант при кафедрі теорії літератури та компаративістики Інституту філології Київського національного університету імені Тараса Шевченка (спеціальність «10.01.05 — порівняльне літературознавство»).
2006 р. — захист докторської дисертації «Просвітницькі тенденції в російській та українській прозі 60—80-х рр. XIX ст.».
2007 р. — присвоєно вчене звання професора кафедри української та зарубіжної літератури.
2006—2010 рр. — директор Інституту філології (згодом — Інститут філології та соціальних комунікацій) Бердянського державного педагогічного університету.
З 27 вересня 2010—2011 рр. — виконувала обов'язки ректора БДПУ.
З 23 березня 2011 по 23 березня 2016 р. — ректор Бердянського державного педагогічного університету. Завкафедри зарубіжної літератури та теорії літератури БДПУ.
З 2008 р. є членом спеціалізованої ради Д 26.001.39 із захисту докторських (кандидатських) дисертацій (спеціальності 10.01.03 — література слов'янських народів; 10.01.04 — література зарубіжних країн; 10.01.02 — російська література) Київського національного університету імені Тараса Шевченка.
З 2015 р. по 2021 р. — голова спеціалізованої вченої ради К 18.092.02 із захисту кандидатських дисертацій (спеціальності 10.01.05 — порівняльне літературознавство; 10.01.01 — українська література) у Бердянському державному педагогічному університеті.
Входила до складу експертної ради з питань проведення експертизи дисертаційних робіт з філологічних наук та соціальних комунікацій відповідно до наказу Міністерства освіти і науки України від 27.01.2014 р. № 78.
З травня 2024 року рецензентка художньо-аналітичного альманаху «Кременецький культурний контекст».
Автор понад 130 наукових праць, серед яких 2 монографії, 10 навчальних посібників, рекомендованих МОН України для студентів вищих навчальних закладів, понад 180 статей, надрукованих у фахових виданнях та енциклопедіях.

## Нагороди
- Почесна грамота Міністерства освіти і науки України (2004);
- Нагрудний знак «Відмінник освіти України» (2005);
- Почесна грамота Кабінету Міністрів України (2008);
- Почесне звання «Заслужений працівник освіти України» (2009);
- Почесна грамота Національної академії педагогічних наук України (2012);
- Подяка Голови комітету Верховної Ради України з питань бюджету (2012).

## Вибрані наукові праці
- Творчество Н. С. Лескова и Украина / В. А. Зарва. — К. : Лыбидь, 1990. — 139 с. — ISBN 5-11-001725-5
- Російська дитяча література : навч. посіб. : [В 2 кн.] / В. А. Зарва. — К. : Бердянський держ. педагогічний ін-т ім. П. Д. Осипенко, 1999.
- Дискурс просвітництва в російській та українській прозі 60-80-х рр. ХІХ ст. / В. А. Зарва ; Київський національний ун-т ім. Т.Г.Шевченка. - К. ; Ніжин : Аспект-Поліграф, 2005. — 303 с. — ISBN 966-340-070-6
- Розвиток просвітницьких ідей у російській та українській прозі 60-80-х рр. XIX ст. : навч. посіб. / В. А. Зарва ; Бердянський держ. педагогічний ун-т. Інститут філології. — Ніжин : Аспект-Поліграф, 2007. — 156 с. — ISBN 966-340-171-0
- Російська та українська проза 60-80-х рр. ХІХ ст. (Концепція просвітницького героя) : навч. посібник / В. А. Зарва ; Бердянський держ. педагогічний ун-т. Інститут філології. — Ніжин : Аспект-Поліграф, 2007. — 136 с. — ISBN 978-966-340-182-9
- Теорія літератури : навч. посіб. для студентів ВНЗ / Вікторія Зарва ; Бердян. держ. пед. ун-т, Ф-т філології та соц. комунікацій. — Бердянськ  : БДПУ, 2019. — 167 с. — ISBN 617-7452-24-8
- Російська постмодерністська література: навч. посібник. Бердянськ: БДПУ, 2021. 125 с.
- Репрезентація музики в творах М. С. Лєскова: до проблеми рецепції. Сонячні кларнети: танець, музика, театр у літературних проєкціях: матеріали Міжнар. наук. конф. Бердянськ, 2021. С. 91–93.
- Інтертекстуальні зв’язки «Маленьких жінок» Л. М. Олкотт. Сучасні аспекти модернізації науки: стан, проблеми, тенденції розвитку: матеріали XXIV Міжнародної науково-практичної конференції / за ред. І. В. Жукової, Є. О. Романенка. м. Орхус (Данія): ГО «ВАДНД», 07 вересня 2022 р. С. 274–278.
- Особливості реалізації дистанційного навчання у Бердянському державному педагогічному університеті. Сучасні аспекти модернізації науки: стан, проблеми, тенденції розвитку: матеріали XXII-ої Міжнародної науково-практичної конференції 07 липня 2022 року / за ред. І. В. Жукової, Є. О. Романенка. Любляна (Словенія): ГО «ВАДНД», 2022. С. 324–329.
- Psychologikal Aspects of the Study of Gender Sphere of Concept in the Media. Postmodern Openings. 2022. №13 (1). С. 103–130. https://doi.org/10.18662/po/13.1/387 (стаття у співавторстві у Web of science)